# Anastatus interruptus
Anastatus interruptus är en stekelart som beskrevs av Nikol'skaya 1952. Anastatus interruptus ingår i släktet Anastatus och familjen hoppglanssteklar.
Artens utbredningsområde är Uzbekistan. Inga underarter finns listade i Catalogue of Life.